# Посиньюс
Посиньюс (порт. Pocinhos) — муниципалитет в Бразилии, входит в штат Параиба. Составная часть мезорегиона Сельскохозяйственный район штата Параиба. Входит в экономико-статистический микрорегион Куриматау-Осидентал. Население составляет 15 956 человек на 2007 год. Занимает площадь 629,521 км². Плотность населения — 23,3 чел./км².
Праздник города — 10 декабря. 

## История
Город основан в 1953 году.

## Статистика
- Валовой внутренний продукт на 2003 год составляет 32 535 788,00 реалов (данные: Бразильский институт географии и статистики).
- Валовой внутренний продукт на душу населения на 2003 год составляет 2164,58 реалов (данные: Бразильский институт географии и статистики).
- Индекс развития человеческого потенциала на 2000 год составляет 0,592 (данные: Программа развития ООН).

## География
Климат местности: субтропический.